# Musspreußen
Als Musspreußen oder Beutepreußen werden auf spöttische und kritisch-ironische Weise diejenigen Bürger Preußens bezeichnet, die aufgrund territorialer Hinzugewinne infolge von Friedensschlüssen, Erbschaften, Käufen oder internationalen Verträgen aus anderen deutschen Territorien „zu Preußen mussten“. Insbesondere spielt der Begriff im Ergebnis des Wiener Kongresses 1815 eine Rolle. Es kamen weite Gebiete der späteren Provinzen Rheinland, Westfalen und Sachsen erstmals zum preußischen Staat. Nach dem Deutschen Krieg von 1866 annektierte Preußen das Territorium der Kriegsgegner Königreich Hannover, Herzogtum Nassau, Freie Stadt Frankfurt und Kurfürstentum Hessen vollständig, ferner ganz Schleswig-Holstein mit Lauenburg. Das Großherzogtum Hessen musste sein Hessisches Hinterland, das Königreich Bayern musste Orb und Gersfeld sowie Kaulsdorf abtreten.

Die größte Ausdehnung des preußischen Staates (1866–1918)

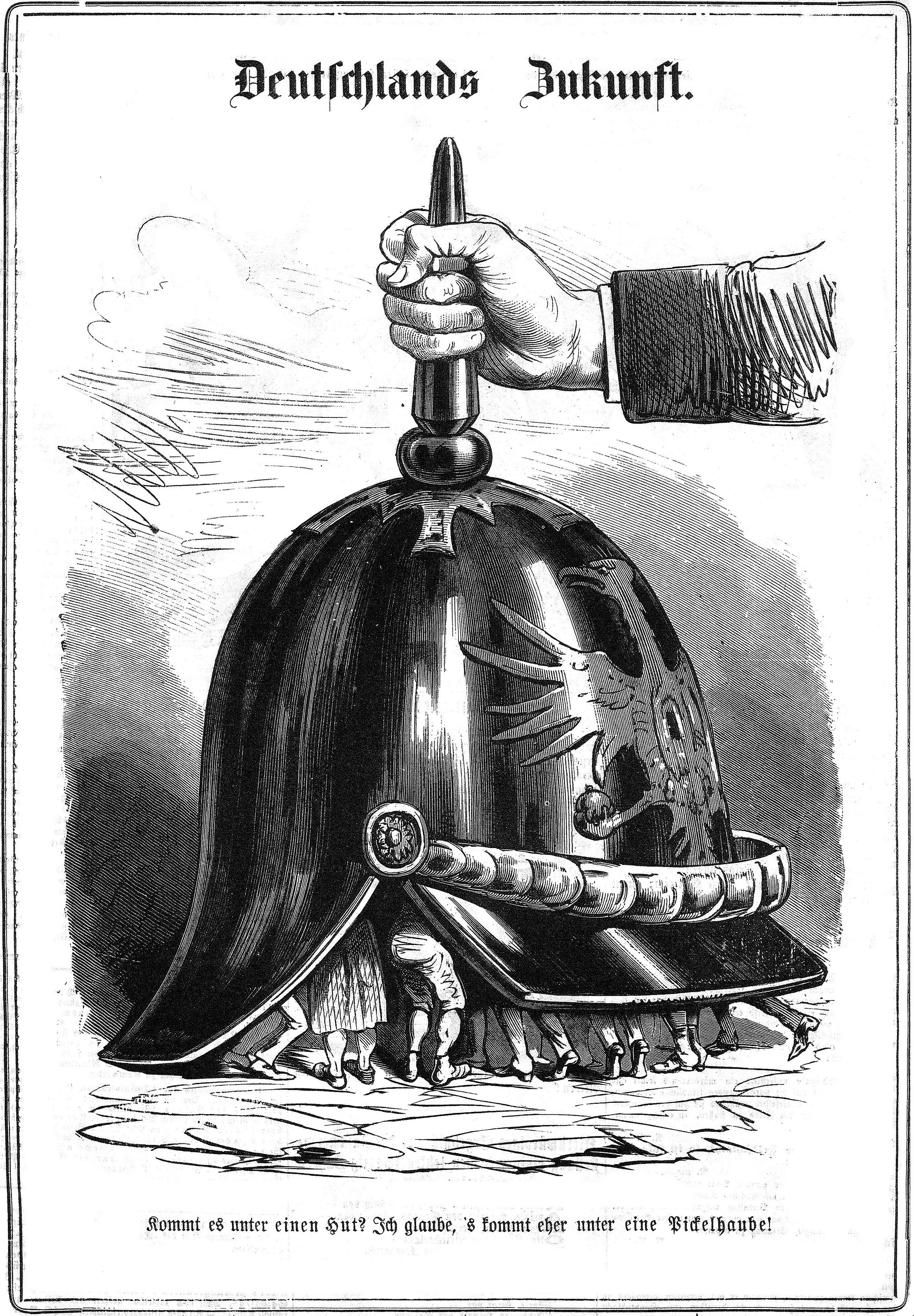
Eine sich unter preußischer Vorherrschaft abzeichnende deutsche Reichsgründung kommentierte das österreichische Satiremagazin Kikeriki im August 1870 durch eine Karikatur mit dem Titel Deutschlands Zukunft, die auf bisherige preußische Gebietserwerbungen anspielte, und mit den Worten: „Kommt es unter einen Hut? Ich glaube, ’s kommt eher unter eine Pickelhaube!“

In diesen Ländern hielten sich oft nicht nur identitäre Vorbehalte gegen Preußen, seine protestantischen Landesherren und das „Preußentum“, vielfach entwickelten sich antipreußische Einstellungen noch. Ein Motiv für antipreußische Affekte gegen das Regime bildeten etwa Erinnerungen an frühere Zeiten unter katholischen Herrschern, etwa in Oberschlesien Erinnerungen an Zeiten unter dem katholischen Haus Habsburg. Jedoch waren die Gründe für eine reservierte oder ablehnende Einstellung gegenüber Preußen insgesamt vielschichtig. Im Rheinland und in Westfalen bildeten sich in der Zeit des Vormärz, der Deutschen Revolution 1848/1849, der Reaktionsära und des Kulturkampfes stark antipreußische bzw. preußenkritische Einstellungen, die einerseits im Katholizismus und im Ultramontanismus sowie andererseits in republikanischen, demokratischen, liberalen, sozialistischen und anderen politischen, etwa großdeutschen oder sezessionistischen und partikularistischen Überzeugungen gründeten. Der katholische Bischof Wilhelm Emmanuel von Ketteler formulierte kritische Vorbehalte, indem er 1867 vor der Gefahr des „Borussianismus“ und des entsprechenden, besonders vom Historiker Heinrich von Treitschke propagierten Welt- und Geschichtsbildes warnte:

„Unter Borussianismus verstehen wir nämlich die fixe Idee über den Beruf Preußens, eine unklare Vorstellung einer Preußen gestellten Weltaufgabe, verbunden mit einer Überzeugung, dass dieser Beruf und diese Aufgabe eine absolut notwendige sei, die sich mit derselben Notwendigkeit erfüllen müsse, wie der losgelöste Fels herabrollt, und dass es daher unstatthaft sei, diesem Weltberufe sich im Namen des Rechts oder der Geschichte entgegenzustellen.“

Die Vorbehalte hielten sich lange, was folgende Anekdote zeigt: Nachdem 1916 im Rahmen eines „Vaterländischen Abends“ anlässlich des Geburtstags Wilhelms II. in Düsseldorf das vorgesehene gemeinsame Lied Ich bin ein Preuße nur von identitären Preußen gesungen worden war und der Kommandierende General der Garnison sich bei Oberbürgermeister Adalbert Oehler darüber beschwert hatte, dass viele der anwesenden Staatsbürger Preußens das Lied nicht mitgesungen hatten, antwortete dieser, dass die Rheinprovinz zwar zu Preußen gehöre, aber dass deren „Bewohner jedoch keine Preußen“ seien.